# Ramularia myosotidis
Ramularia myosotidis är en svampart som beskrevs av Vassiljevsky 1937. Ramularia myosotidis ingår i släktet Ramularia och familjen Mycosphaerellaceae.   Inga underarter finns listade i Catalogue of Life.